# Adriano Mantelli
Adriano Mantelli (ur. 13 lutego 1913 w Parmie, zm. 6 maja 1995 we Florencji) – włoski pilot wojskowy, as myśliwski okresu wojny domowej w Hiszpanii, później konstruktor lotniczy i pilot wyczynowy.

## Życiorys
Adriano Mantelli był synem zawodowego wojskowego. Od najmłodszych lat pasjonował się lotnictwem, w 1932 roku uzyskując licencję pilota szybowcowego. Po ukończeniu Regio Istituto d'Arte w Parmie, wstąpił w 1934 roku do Regia Aeronautica, zostając pilotem myśliwskim. Początkowo latał na samolotach Fiat CR.20, następnie Fiat CR.32. W sierpniu 1936 roku rozpoczął swój udział w walkach w Hiszpanii, w ramach Aviazione Legionaria. Używał pseudonimu „Arrighi”. Pierwsze zwycięstwo powietrzne odniósł 26 września 1936 roku. Do powrotu do Włoch wiosną 1937 roku odniósł 10 indywidualnych zwycięstw w powietrzu, zniszczył dwa samoloty na ziemi oraz 12 dalszych w walce powietrznej wspólnie z innymi pilotami.
Kolejnym przydziałem Mantelliego było centrum eksperymentalne w Guidonii pod Rzymem. Po przystąpieniu Włoch do II wojny światowej został przeniesiony do biura konstrukcyjnego w Neapolu, pozostając jednocześnie czynnym pilotem. Swój ostatni lot bojowy w Regia Aeronautica odbył w dniu ogłoszenia zawieszenia broni, 8 września 1943 roku. Następnie znalazł się, jako instruktor lotniczy i pilot doświadczalny, w Aeronautica Nazionale Repubblicana, lotnictwie wojskowym faszystowskiej Włoskiej Republiki Socjalnej.
Po zakończeniu wojny zajął się projektowaniem lekkich samolotów i szybowców cywilnych we Włoszech i Argentynie, między innymi dwumiejscowego Alaparma Baldo ze śmigłem pchającym. W 1951 roku został przyjęty do służby w Aeronautica Militare, którą zakończył w stopniu generalskim. Był również aktywnym pilotem sportowym i wyczynowym, reprezentował Włochy na międzynarodowych zawodach szybowcowych oraz ustanowił kilka rekordów lotniczych na szybowcach i lekkich samolotach. Dwukrotnie: w 1962 i 1964 roku, był odznaczony przez Międzynarodową Federację Lotniczą Medalem Louisa Blériota. Został odznaczony Medaglia d'argento al valor militare, Medaglia d'argento al valore aeronautico oraz Croce al merito di guerra.